# Thanatus wuchuanensis
Thanatus wuchuanensis là một loài nhện trong họ Philodromidae.
Loài này thuộc chi Thanatus. Thanatus wuchuanensis được Guo Tang & Jia-Fu Wang miêu tả năm 2008.